# 吕南河畔楠托
呂南河畔楠托（法語：Nanteau-sur-Lunain，法語發音：[nɑ̃to syʁ lynɛ̃] ⓘ）是法国塞纳-马恩省的一个市镇，属于枫丹白露区。

## 地理
吕南河畔楠托（48°15'24"N, 2°48'41"E）面积13.25 平方千米，位于法国法蘭西島大區塞纳-马恩省，该省份为法国北部内陆省份，北起瓦兹省，西接埃松省、马恩河谷省、塞纳-圣但尼省和瓦兹河谷省，南至卢瓦雷省，东南接约讷省，东临马恩省和奥布省，东北接埃纳省。
与吕南河畔楠托接壤的市镇（或旧市镇、城区）包括：帕莱、波利尼、勒莫维尔、维勒马雷沙勒、维勒马雷沙勒。

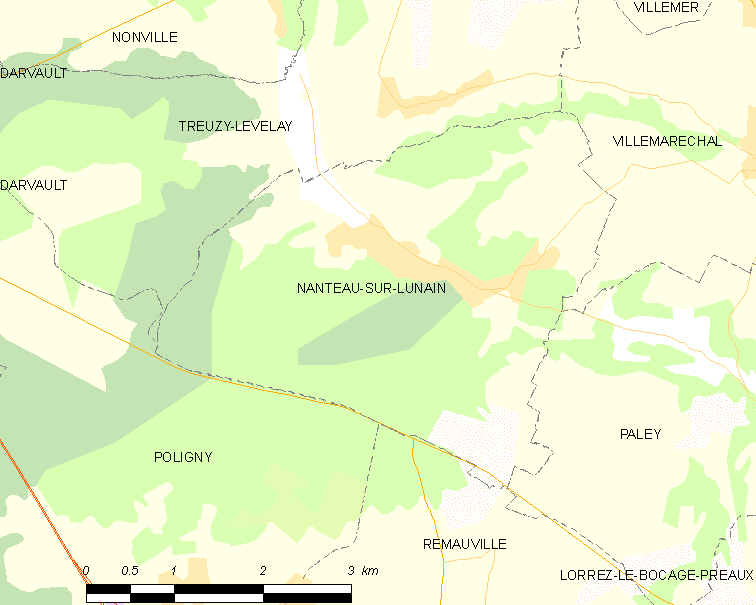
吕南河畔楠托的OSM定位图

吕南河畔楠托的时区为UTC+01:00、UTC+02:00（夏令时）。

## 行政
吕南河畔楠托的邮政编码为77710，INSEE市镇编码为77329。

## 政治
吕南河畔楠托所属的省级选区为讷穆尔县。

## 人口

1962-2008年间吕南河畔楠托人口变化图示

吕南河畔楠托于2022年1月1日时的人口数量为697人。